# François Prunier
Pour les articles homonymes, voir Prunier (homonymie).
François Prunier est un écrivain français né en 1968 à Maisons-Alfort (Val-de-Marne).

## Biographie
Intitulé Martin Roi, le premier roman de François Prunier paraît en 2003 chez Stock. Il est salué par Le Monde, Le Figaro, Libération, Paris-Match, Elle, Têtu, Marie Claire, Marie France… Il sera réédité en 2005 au Livre de poche. Il évoque la vie d’un petit garçon, qui a trois ans lors des premières pages, jusqu’à ses vingt ans. Marqué par son environnement familial, son personnage s’épanouira dans une sexualité masochiste. L'auteur affirmera à Radio France avoir voulu « rendre sa dimension humaine au masochisme, ne pas faire un roman racoleur qui cherche le scandale mais simplement témoigner d’une vérité trop souvent masquée par la caricature et l’ignorance » . Il dira aussi à Paris-Match qu’être promené en laisse dans les rues de Paris par sa compagne est un geste qui ne devrait pas choquer car il est semblable à celui des couples « normaux » qui se tiennent par la main.
En terre hostile, son deuxième roman, paraît en 2005, toujours chez Stock. Ce thriller métaphysique emmène son lecteur dans la ville de Dunkerque, où Cédric Maillet mène une enquête pour son propre compte, dans l’espoir de prouver l’innocence d’un adolescent accusé d’avoir poignardé sa mère de trente-trois coups de couteau. Quand la vérité éclatera, elle aura deux visages, l’un rationnel et l’autre mystique. Angelo Rinaldi loue dans les pages du Figaro « le sens du climat psychologique » développé par l’auteur. Selon Livre Hebdo, « François Prunier cultive son don pour les atmosphères feutrées, les personnalités ambiguës, les destins tragiques ».
Après huit ans de silence, un troisième roman paraît en 2013 chez Belfond. Intitulé Mise au poing, il relate à la première personne du passé la vie d'une modeste boxeuse. Norina Bork n'est certes pas une championne, mais une professionnelle, métisse afro-américaine, dans les États-Unis des années 1960 et 1970. Le Monde souligne « un vrai mauvais caractère dans ce texte dense et sobre », complimente le « vrai talent » de François Prunier « pour dire la violence qui monte dans les bras, la concentration, le vice du combattant », retenant surtout, pour finir, « des visages de femmes admirables et anodines », car ce livre est aussi et avant tout l’histoire d’une femme. Comme Martin Roi, il débute avec la petite enfance du personnage mais, cette fois, il l'accompagne bien au-delà de ses vingt ans.
Il ouvre une chronique littéraire en juin 2015 sur son site internet et son blogue . À la suite de leur désactivation en 2020, il la poursuivra sur sa page Facebook.
En 2016 paraît Ma laisse, « un bref roman déjanté, touchant et amusant » : hanté par la nécessité d'être tenu en laisse par une femme, le narrateur tente de concilier son obsession avec une vie normale. C'est un employé de bureau, un père de famille et un écrivain. Il a tout pour être heureux. Mais la poursuite de son fantasme va tout faire exploser.
Primée par la ville de Mennecy, la nouvelle « Mort d’un monstre » est éditée dans le recueil 2019 du Prix Jean-Jacques Robert de la Nouvelle. Elle évoque les derniers jours d'Ernest Hemingway à travers le récit d'un narrateur en résidence d'écriture sur les rives du Loch Ness.
La nouvelle Je est un autre paraît en ligne en 2021 dans le Borges Projet, initié par les écrivains Jean-Philippe Toussaint et Laurent Demoulin. Elle relate la vie d'un obscur écrivain qui finit par renoncer à l'emploi de la troisième personne.
Sélectionnée dans les coups de cœur du jury, la nouvelle L'endroit idéal paraît dans le recueil 2021 du Prix Jean-Jacques Robert de la Nouvelle, édité par la ville de Mennecy. Des enfants prétendent avoir découvert un cadavre sur une petite plage sauvage...
Un cinquième roman est publié en septembre 2021 par les Éditions Douro, intitulé Dostoïevski une sentence éternelle. Un préambule de quelques lignes le présente comme un inédit du célèbre auteur russe. Il s’agirait d’un texte autobiographique qui révèle un incroyable secret. Avec ce pastiche, François Prunier change une fois encore de style, démontrant sa faculté d’auteur caméléon en épousant à la lettre l’écriture et les thèmes de Dostoïevski, sans renoncer à ses propres dialectiques ni à son univers personnel.
Evoquant la rencontre entre une Amérindienne et un suprématiste blanc, "Sur la route 66" est éditée en 2022 par la ville de Mennecy dans son recueil du Prix Jean-Jacques Robert de la Nouvelle.
Les Editions Douro publient la même année Les Orphelins, dont le narrateur s'appelle Corentin Mieck. Il a seize ans lors du décès de sa mère, au cours de la décennie 1960. Profondément blessé par cette perte qui le marquera à vie, il entre dans l'âge adulte comme un fantôme. Mais déjà sa destinée l'emporte... Au fil du temps, les événements historiques se succèdent (1968, guerre du Vietnam, élection de François Mitterrand, génocide rwandais, élection de Barack Obama) et il rencontre des personnages forts, souvent perdus, en lutte avec l'existence et avec leurs propres démons... Tous sont orphelins à leur manière et n'est-ce-pas là le  lot de l'humanité ? Selon l'éditeur, ce texte « empreint de nostalgie et rédigé dans un style calme et élégant » est un hommage à la vie qui « vaut bien quelques brûlures », comme l’écrivit Dostoïevski dans « L’Eternel Mari » .
Editée par la ville de Mennecy dans son recueil 2023, la nouvelle intitulée Personne ne le saura jamais évoque une étrange amitié entre deux garçons que tout semble opposer et revient sur l'affaire Émile Ajar.
Un septième roman paraît en septembre 2023 aux Editions Douro, sous le titre Swann Page. Il se déroule dans les milieux de l'aristocratie parisienne de la Belle Epoque. Le lecteur y croise les principaux personnages imaginés par Marcel Proust.
Les Editions Douro lui confient la direction de la collection SF-Fantasy en 2024. L'année suivante, il prend également les rênes de la collection Interactions.
En mai 2025 les Editions MVO font paraître son roman "Un concert pour la poussière", portrait d'une société violemment fracturée à travers les destins croisés d'un obscur écrivain et d'une chanteuse junkie .
L’auteur a aussi à son actif plusieurs autres romans et une dizaine de recueils de poèmes qu’il n’a jamais fait paraître.

## Œuvres
- Martin Roi, roman, Stock 2003 et Le livre de poche 2005
- En terre hostile, roman, Stock, 2005
- Mise au poing, roman, Belfond, 2013
- Ma laisse, roman, La Margouline, 2016
- Mort d’un monstre, nouvelle, recueil du Prix Jean-Jacques Robert de la Nouvelle 2019 édité par la ville de Mennecy
- Je est un autre, nouvelle mise en ligne en 2021 dans le Borges Projet, initié par les écrivains Jean-Philippe Toussaint et Laurent Demoulin
- L'endroit idéal, nouvelle éditée par la ville de Mennecy dans son recueil collectif du Prix Jean-Jacques Robert de la Nouvelle 2021
- Dostoïevski une sentence éternelle, roman, Douro, 2021
- Sur la route 66, nouvelle éditée par la ville de Mennecy dans son recueil collectif du Prix Jean-Jacques Robert de la Nouvelle 2022
- Les orphelins, roman, Douro, 2022
- Personne ne le saura jamais, nouvelle éditée par la ville de Mennecy dans son recueil collectif du Prix Jean-Jacques Robert de la Nouvelle 2023
- Swann Page, roman, Douro, 2023
- Un concert pour la poussière, roman, MVO, 2025